# Connected (Eivind Aarset)
Connected is een studioalbum van Eivind Aarset. De grotendeels instrumentale jazzmuziek werd opgenomen in diverse geluidsstudio's in een bijna continue samenstelling. Men nam op in Punkt Studio (1,9), Bugges Room/, 7 Etg/Studio 1/Katakomben (2), Bugges Room/Katakomben (3,5,6), Audiopol/7 Etg (4), Katakomben/7. Etage (7), Stable Studio/Katakomben (8) en Audiopol/Katakomben (10). Aarset ging met zijn muziek verder op de door Nils Petter Molvaer ingeslagen weg, maar vergat ook de oude muziek als oude jazz en blues niet.
De muziekrecensent Terje Mosnes van het Noorse Dagbladet zag in de muziek een voortzetting van de unieke muziekstijl die Aarset al jaren bezigt.

## Musici
- Eivind Aarset – gitaar, basgitaar, elektronica, programmeerwerk
- Jan Bang – samples en dictafoon (1, 9)
- Wetle Holte – drumstel/drummachine (2, 3, 4, 5, 6, 7, 10)
- Marius Reksjo – akoestische bas (2, 3, 4, 5, 6, 10)
- Hans Ulrik – basklarinet (2, 4)
- Dhafer Youssef – zang en oud (6)
- Pål Nyhus – draaitafels (6)
- Rune Arnesen – percussie (6)
- Anders Engen – percussie (7)
- Raymond Pellicer – geluidseffecten, programmeerwerk (7, 8)

Eivind trad ook op als muziekproducent, maar voor de titels Transmission was Pellicer producent, voor Family pictures 1 en 2 Erik Honoré en Jan Bang.

## Muziek
| Nr. | Titel                                    | Duur |
| --- | ---------------------------------------- | ---- |
| 1.  | Family pictures 1 (Aarset, Honoré, Bang) | 5:11 |
| 2.  | Electro magnetic in E (Aarset, Holte)    | 5:12 |
| 3.  | Connected (Aarset, Holte)                | 6:28 |
| 4.  | Feverish (Aarset)                        | 4:33 |
| 5.  | Silk worm (Aarset, Holte)                | 7:02 |
| 6.  | Nagabo Tomora (Aarset)                   | 5:29 |
| 7.  | Blue in E (Aarset)                       | 7:11 |
| 8.  | Transmission (Aarset, Pellicer)          | 5:44 |
| 9.  | Family pictures 2 (Aarset, Honoré, Bang) | 4:48 |
| 10. | Changing waltz (Aarset)                  | 7:14 |